# Ufuk Budak
Ufuk Budak (* 26. května 1990, Heidenheim an der Brenz, Západní Německo) je ázerbájdžánský fotbalový záložník a reprezentant tureckého původu, od roku 2016 hráč klubu tureckého klubu Kayserispor.

## Klubová kariéra
- Heidenheimer SB (mládež)
- SSV Ulm 1846 (mládež)
- SSV Ulm 1846 2009–2010
- SC Freiburg B 2010–2012
- Eskişehirspor 2012–2014
- Gaziantep Büyükşehir Belediyespor 2014–2016
- Kayserispor 2016–

## Reprezentační kariéra
Ufuk Budak má za sebou start za mládežnický výběr Ázerbájdžánu v kategorii U21.
V A-mužstvu Ázerbájdžánu debutoval 10. 8. 2011 v přátelském utkání v Mərdəkanu proti reprezentaci Makedonie (prohra 0:1).